# Masseny Kaba
Pour les articles homonymes, voir Kaba.
Messeny Kaba, née le 15 décembre 1998 à Dorchester au Massachusetts, est une joueuse guinéenne de basket-ball. Elle joue pour l'équipe nationale de Guinée.

## Biographie

### Carrière junior
Masseny Kaba marque 41 points en un seul match en deuxième année au lycée aux États-Unis et est également deux fois championne d'État avec le lycée Cathedral (en) de Boston. Au cours de sa première année à l'université du centre de la Floride (UCF), elle participe aux 33 matchs des Knights de l'UCF, étant titulaire 28 fois et marque en moyenne de 8,2 points par match. Elle termine deuxième de l'équipe en rebond avec 6,0 rebonds par match. Au cours de sa deuxième année, Kaba participe aux 33 matchs, en étant titulaire neuf fois avec des moyennes de 6,5 points et 4,5 rebonds par match.
Kaba participe à 29 matchs, tous comme titulaire et mène les Knights avec 6,7 rebonds par match et termine quatrième de l'équipe avec 8,4 points par match au cours de son année junior. Au cours de sa dernière année, elle marque en moyenne 12,0 points et prend 7,3 rebonds par match.

### Carrière professionnelle
Masseny Kaba est recrutée en 2023 par l’UF Angers en Ligue féminine de basket.

## Carrière en équipe nationale
Kaba participe à l'AfroBasket 2021 avec son équipe nationale et marque en moyenne 8,7 points par match et prend 5,7 rebonds par match.
Après la victoire de l'équipe de la Guinée face à l'Angola, la Guinée arrive pour la première fois depuis 1994 en quart de finale.
Elle participe ensuite au Championnat d'Afrique féminin de basket-ball 2023.

## Palmarès

### En club
- First Pick All Star Ligue Féminine de Basket : saison 2023-2024